# غاري لويس (لاعب كرة قدم أمريكية أمريكي)
غاري لويس (بالإنجليزية: Gary Lewis)‏ هو لاعب كرة قدم أمريكية أمريكي، ولد في 22 فبراير 1942 في نيو أورلينز في الولايات المتحدة، وتوفي في 12 ديسمبر 1986 بسبب تصلب جانبي ضموري.

## وصلات خارجية
- غاري لويس على موقع مرجع كرة القدم المحترفة.كوم (الإنجليزية)